# Унюк (древнее поселение)
Унюк — крупное поселение эпохи неолита.

## Местоположение
Расположено на первой пойменной террасе правого берега Енисея, у окраины села Унюк.

## История раскопок
Поселение было обнаружено, когда берег начал размываться водами водохранилища. Здесь в 1967 году археолог Л. П. Зяблин открыл обширное поселение новокаменного века. Вдоль берега на протяжении четырёхсот метров культурный слой содержал разнообразные каменные орудия — кремнёвые вкладыши, ножи, тесла, скребки, молотки, наконечники копий и стрел. Наибольший интерес для ученых представляла кирка и шесть топоров из зеленого нефрита. Аналогичные им ранее были обнаружены на неолитических памятниках Приангарья и Прибайкалья.
Раскапывалось Л. П. Зяблиным в 1968—1969 гг. В 1970 году вся площадь раскопок ушла под воду. В результате колебания уровня водохранилища неолитический посёлок оказался навсегда погребён под толщей речного песка. В 2014 году новосибирские археологи исследовали на Унюке остатки средневековых фортификационных сооружений — рва, вала и каменной стены, вероятнее всего, возведённых енисейскими кыргызами.
В 2015 году на горе Унюк группой археологов обнаружены следы осады в 1652 году Алтан-ханом Эрдени своего племянника Мерген-тайши.